# Effectifs du Championnat d'Europe féminin de basket-ball 2017
Cet article est un complément de Championnat d'Europe féminin de basket-ball 2017.

## Groupe A

### Hongrie

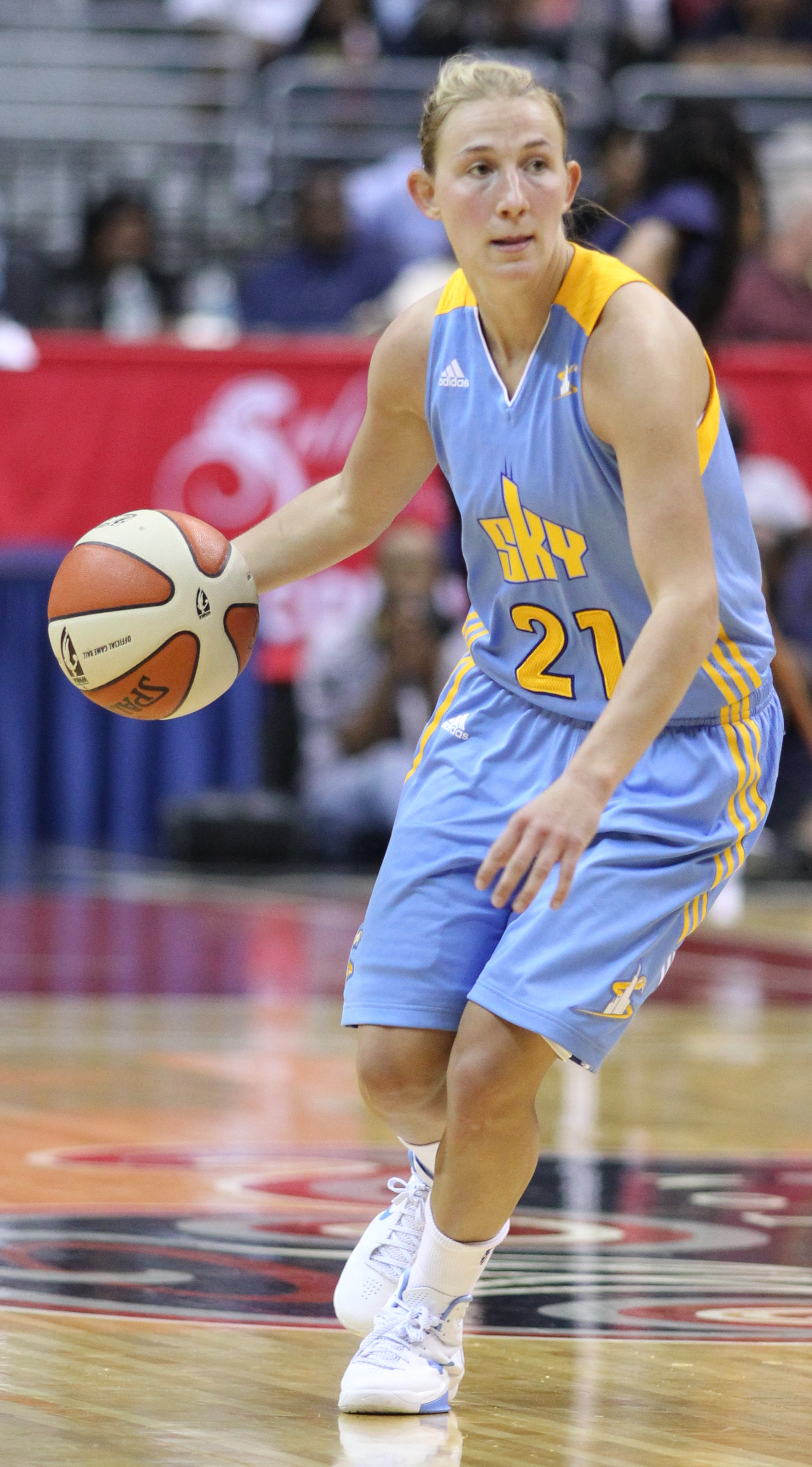
Courtney Vandersloot

La sélection 2017 est composée de :
| Numéro | Joueuse              | Poste         | Naissance         | Taille | Club 2016-2017              |
| ------ | -------------------- | ------------- | ----------------- | ------ | --------------------------- |
| 4      | Zsófia Fegyverneky   | Arrière       | 29 septembre 1984 | 1,78 m | UNIQA Euroleasing Sopron    |
| 5      | Krisztina Raksányi   | Arrière       | 26 septembre 1991 | 1,80 m | PVSK Panthers               |
| 6      | Zsofia Licskai       | Meneuse       | 25 octobre 1993   | 1,89 m | PVSK Panthers               |
| 7      | Zsófia Simon         | Arrière       | 17 décembre 1989  | 1,80 m | Seat-Szese Győr             |
| 10     | Zsofia Varga         | Ailière       | 15 juin 1989      | 1,82 m | Seat-Szese Győr             |
| 11     | Dora Medgyessy       | Meneuse       | 21 juillet 1986   | 1,73 m | Ceglédi EKK                 |
| 12     | Courtney Vandersloot | Meneuse       | 8 février 1989    | 1,73 m | Université du Proche-Orient |
| 14     | Tijana Krivačević    | Ailière forte | 8 avril 1990      | 1,92 m | Girne University            |
| 15     | Nóra Bujdosó         | Ailière       | 18 novembre 1985  | 1,84 m | Ceglédi EKK                 |
| 41     | Debora Dubei         | Arrière       | 4 juin 1997       | 1,82 m | UNIQA Euroleasing Sopron    |
| 44     | Bernadett Határ      | Pivot         | 24 août 1984      | 2,08 m | UNIQA Euroleasing Sopron    |
| 51     | Dorina Zele          | Ailière       | 13 février 1992   | 1,85 m | PEAC Pecs                   |

Entraîneur : Štefan Svitek

### 

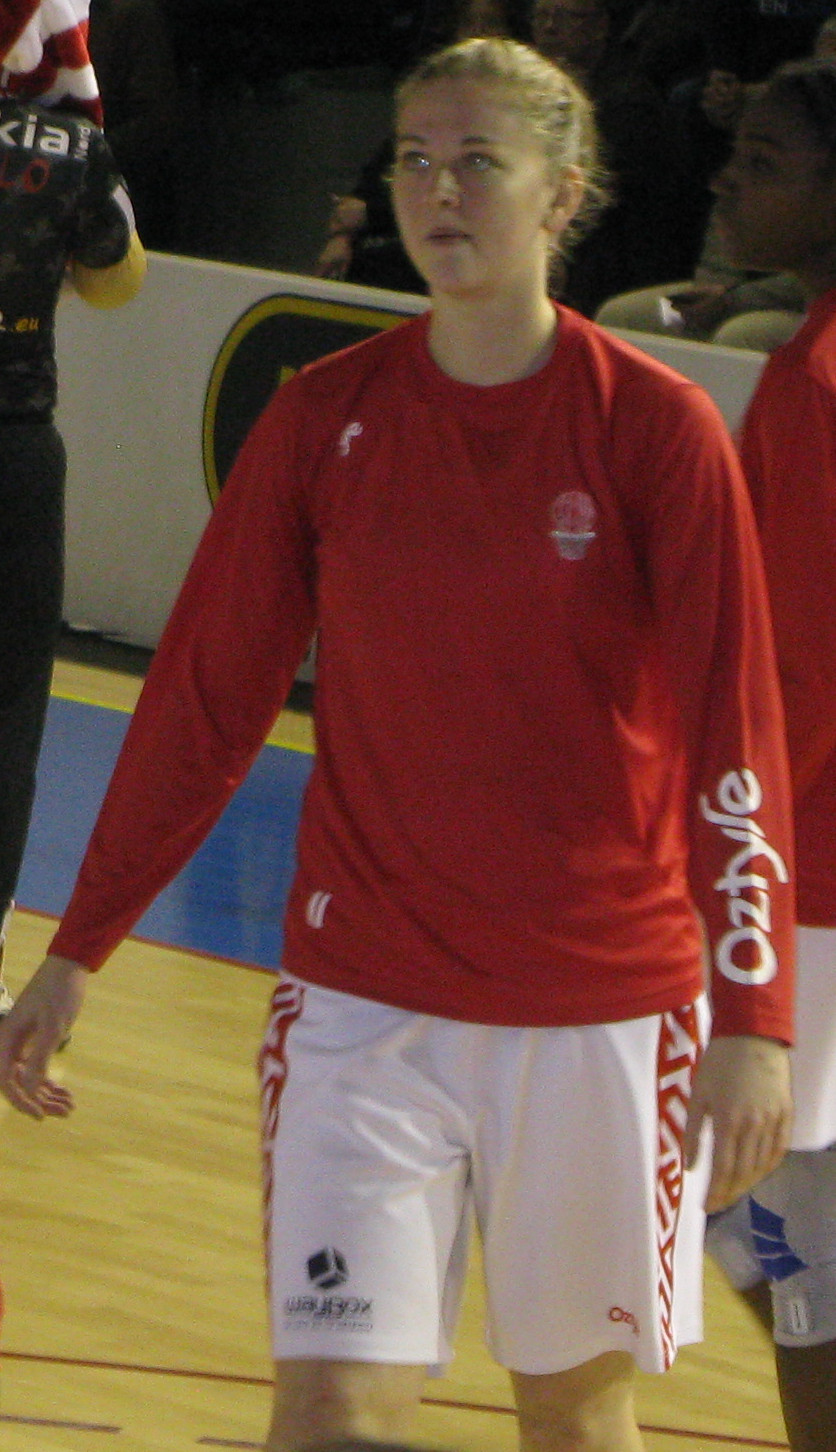
Emma Meesseman.

### Ukraine
La sélection 2017 est composée de :
| Numéro | Joueuse                | Poste         | Naissance       | Taille | Club 2016-2017               |
| ------ | ---------------------- | ------------- | --------------- | ------ | ---------------------------- |
| 5      | Ievgeniia Spitkovska   | Meneuse       | 10 mai 1988     | 1,75 m | Avangard Kiev                |
| 8      | Vita Horobets          | Arrière       | 6 avril 1996    | 1,80 m | TIM-SKUF Kiev                |
| 9      | Lioudmyla Naoumenko    | Ailière       | 30 juin 1993    | 1,87 m | Villeneuve-d'Ascq            |
| 10     | Olga Maznichenko       | Ailière forte | 24 juillet 1991 | 1,87 m | Montbrison                   |
| 13     | Olesia Malachenko      | Ailière forte | 21 février 1991 | 1,89 m | Mersin Büyükşehir Belediyesi |
| 14     | Alina Iahoupova        | Arrière       | 9 février 1992  | 1,87 m | Villeneuve-d'Ascq            |
| 19     | Taisiia Udodenko       | Ailière forte | 7 mai 1989      | 1,90 m | DSK Nymburk                  |
| 23     | Olga Yatskovets        | Pivot         | 16 octobre 1997 | 1,83 m | Avangard Kiev                |
| 24     | D'Andra Moss           | Ailière forte | 21 février 1988 | 1,89 m | Mersin Büyükşehir Belediyesi |
| 31     | Anna Olkhovyk          | Ailière       | 18 juin 1987    | 1,86 m | TIM-SKUF Kiev                |
| 44     | Kateryna Dorohobouzova | Ailière       | 28 juin 1990    | 1,87 m | AZS Lublin                   |
| 88     | Arina Bilotserkivska   | Arrière       | 3 décembre 1989 | 1,70 m | KK Sūduva                    |

Entraîneur : Volodymyr Kholopov

### République tchèque
La sélection 2017 est composée de :
| Numéro | Joueuse              | Poste         | Naissance         | Taille | Club 2016-2017       |
| ------ | -------------------- | ------------- | ----------------- | ------ | -------------------- |
| 1      | Kia Vaughn           | Pivot         | 24 juin 1987      | 1,93 m | USK Prague\|-        |
| 4      | Michaela Stejskalová | Ailière       | 4 avril 1987      | 1,86 m | CB Islas Canarias\|- |
| 6      | Karolina Elhotová    | Ailière       | 1er juillet 1992  | 1,82 m | USK Prague           |
| 7      | Alena Hanušová       | Ailière forte | 29 mai 1991       | 1,91 m | USK Prague           |
| 8      | Ilona Burgrová       | Pivot         | 15 mars 1984      | 1,94 m | USK Prague           |
| 9      | Lenka Bartáková      | Meneuse       | 17 mai 1991       | 1,75 m | DSK Nymburk          |
| 10     | Veronika Vorackova   | Arrière       | 24 juin 1999      | 1,75 m | USK Prague           |
| 11     | Kateřina Elhotová    | Ailière       | 14 octobre 1989   | 1,80 m | USK Prague           |
| 12     | Tereza Vyoralová     | Meneus        | 16 janvier 1994   | 1,76 m | USK Prague           |
| 13     | Petra Kulichová      | Pivot         | 13 septembre 1984 | 1,98 m | Botaş Spor Kulübü    |
| 14     | Petra Zaplatova      | Meneuse       | 29 décembre 1991  | 1,75 m | Rotemburg            |
| 15     | Pavla Svrdlikova     | Ailière forte | 15 septembre 1990 | 1,85 m | BK Brno              |

Entraîneur : Ivan Benes

### Espagne

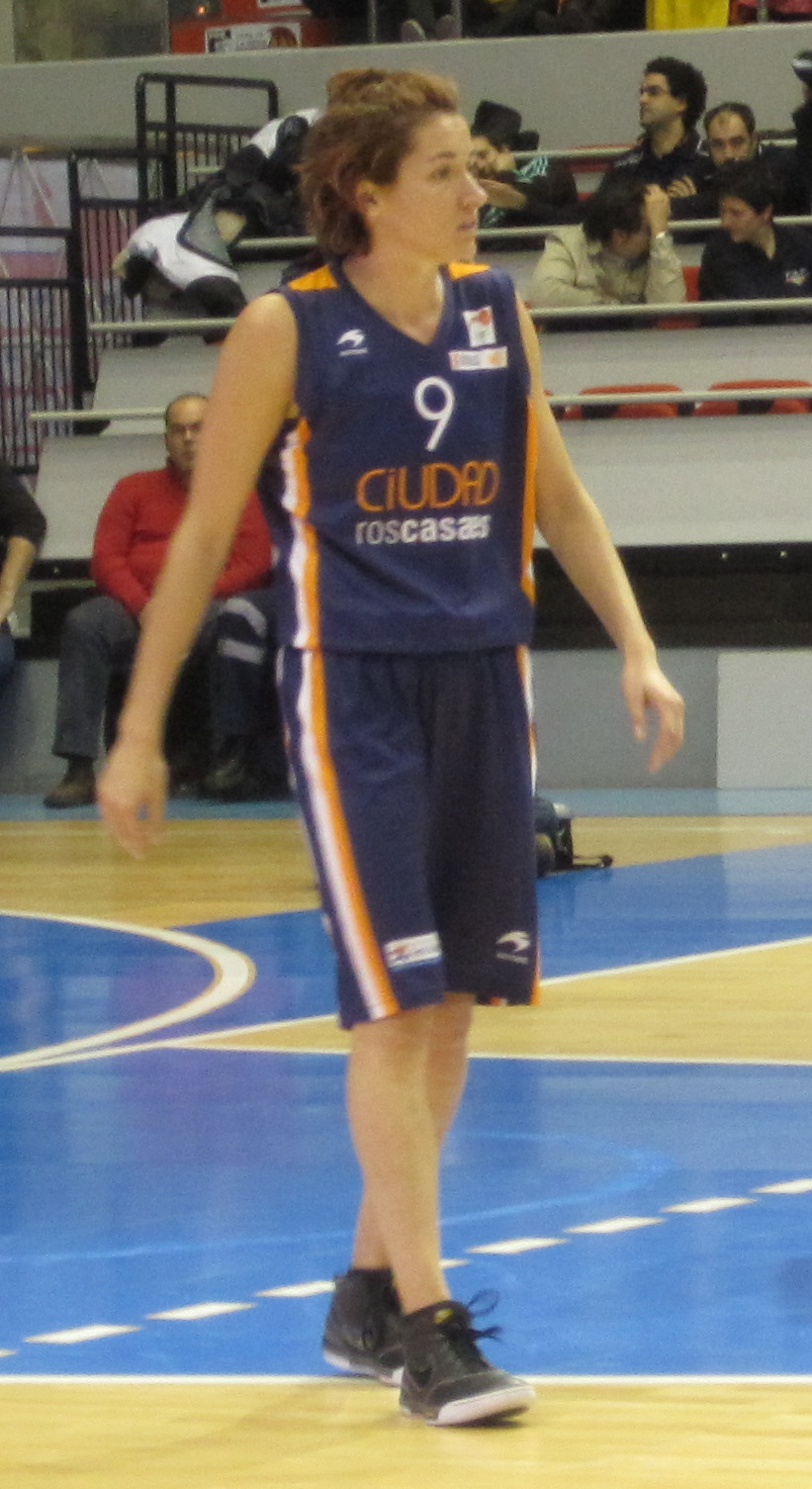
Laia Palau

La sélection 2017 est composée de :
| Numéro | Joueuse          | Poste   | Naissance         | Taille | Club 2016-2017                 |
| ------ | ---------------- | ------- | ----------------- | ------ | ------------------------------ |
| 4      | Laura Nicholls   | Meneuse | 26 février 1989   | 1,80 m | Virtus Eirene Raguse           |
| 6      | Silvia Domínguez | Meneuse | 31 janvier 1987   | 1,68 m | Perfumerias Avenida Salamanque |
| 7      | Alba Torrens     | Pivot   | 30 août 1989      | 1,91 m | UMMC Iekaterinbourg            |
| 9      | Laia Palau       | Meneuse | 10 septembre 1979 | 1,80 m | USK Prague                     |
| 10     | Marta Xargay     | Arrière | 20 décembre 1990  | 1,82 m | USK Prague                     |
| 11     | Leonor Rodríguez | Arrière | 21 octobre 1991   | 1,80 m | Uni Girona CB                  |
| 14     | Sancho Lyttle    | Pivot   | 20 septembre 1983 | 1,93 m | UMMC Iekaterinbourg            |
| 15     | Anna Cruz        | Arrière | 27 octobre 1986   | 1,78 m | Dynamo Koursk                  |
| 20     | Leticia Romero   | Meneuse | 28 mai 1995       | 1,77 m | Seminoles de Florida State     |
| 22     | María Conde      | Ailière | 14 janvier 1997   | 1,86 m | Seminoles de Florida State     |
| 24     | Laura Gil        | Pivot   | 24 avril 1992     | 1,91 m | Perfumerias Avenida Salamanque |
| 28     | Beatriz Sánchez  | Pivot   | 20 décembre 1989  | 1,90 m | Star Center-Uni Ferrol         |

Entraîneur : Lucas Mondelo

## Groupe B

### Biélorussie

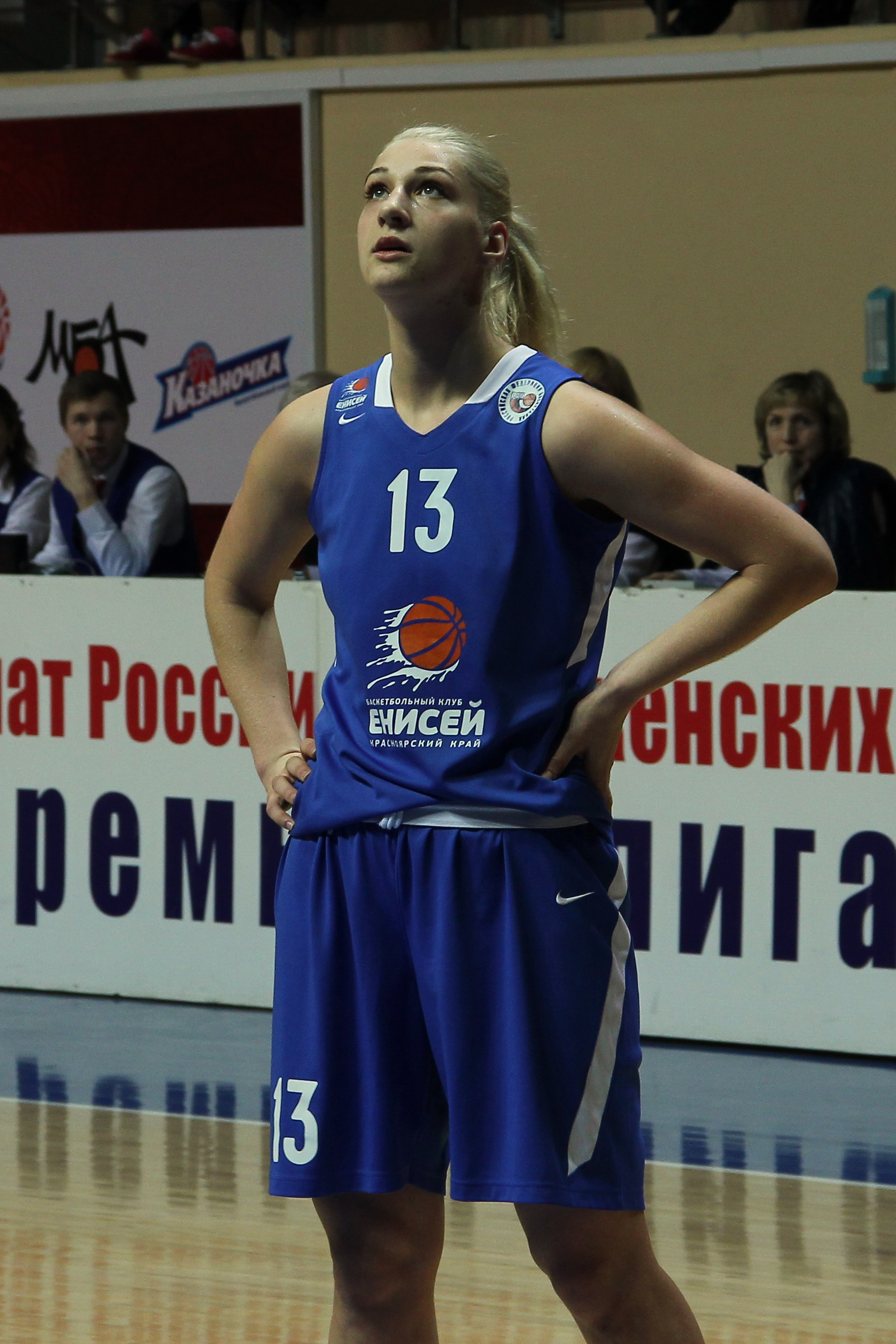
Maryia Papova

La sélection 2017 est composée de :
| Numéro | Joueuse                | Poste         | Naissance        | Taille | Club 2016-2017               |
| ------ | ---------------------- | ------------- | ---------------- | ------ | ---------------------------- |
| 6      | Katsiaryna Snytsina    | Ailière       | 2 septembre 1985 | 1,88 m | Hatay Belediye               |
| 7      | Yuliya Rytsikava       | Arrière       | 8 septembre 1986 | 1,80 m | Horizont Minsk               |
| 8      | Tat'yana Likhtarovitch | Arrière       | 29 mars 1988     | 1,78 m | Seat-Szese Győr              |
| 9      | Volha Ziuzkova         | Meneuse       | 14 juin 1983     | 1,72 m | Hoptrans-Sirenos             |
| 13     | Maryia Papova          | Meneuse       | 13 juillet 1994  | 1,89 m | Galatasaray SK               |
| 14     | Maryia Filonchyk       | Ailière forte | 10 janvier 1992  | 1,88 m | Tchevakata Vologda           |
| 15     | Marina Kress           | Pivot         | 23 août 1980     | 1,92 m | Horizont Minsk               |
| 19     | Alena Holubeva         | Meneuse       | 4 avril 1994     | 1,79 m | Olimpia                      |
| 20     | Alex Bentley           | Meneuse       | 27 octobre 1990  | 1,73 m | Tarsus Belediyespor Kulübü   |
| 21     | Viktoryia Hasper       | Pivot         | 9 janvier 1988   | 1,92 m | Horizont Minsk               |
| 23     | Yanina Inkina          | Ailière forte | 16 octobre 1997  | 1,87 m | South Plains College         |
| 25     | Maryna Ivashchanka     | Pivot         | 8 novembre 1993  | 1,90 m | MMKS Energa Katarzynki Toruń |

Entraîneuse: Natal'ya Trofimova

### Turquie

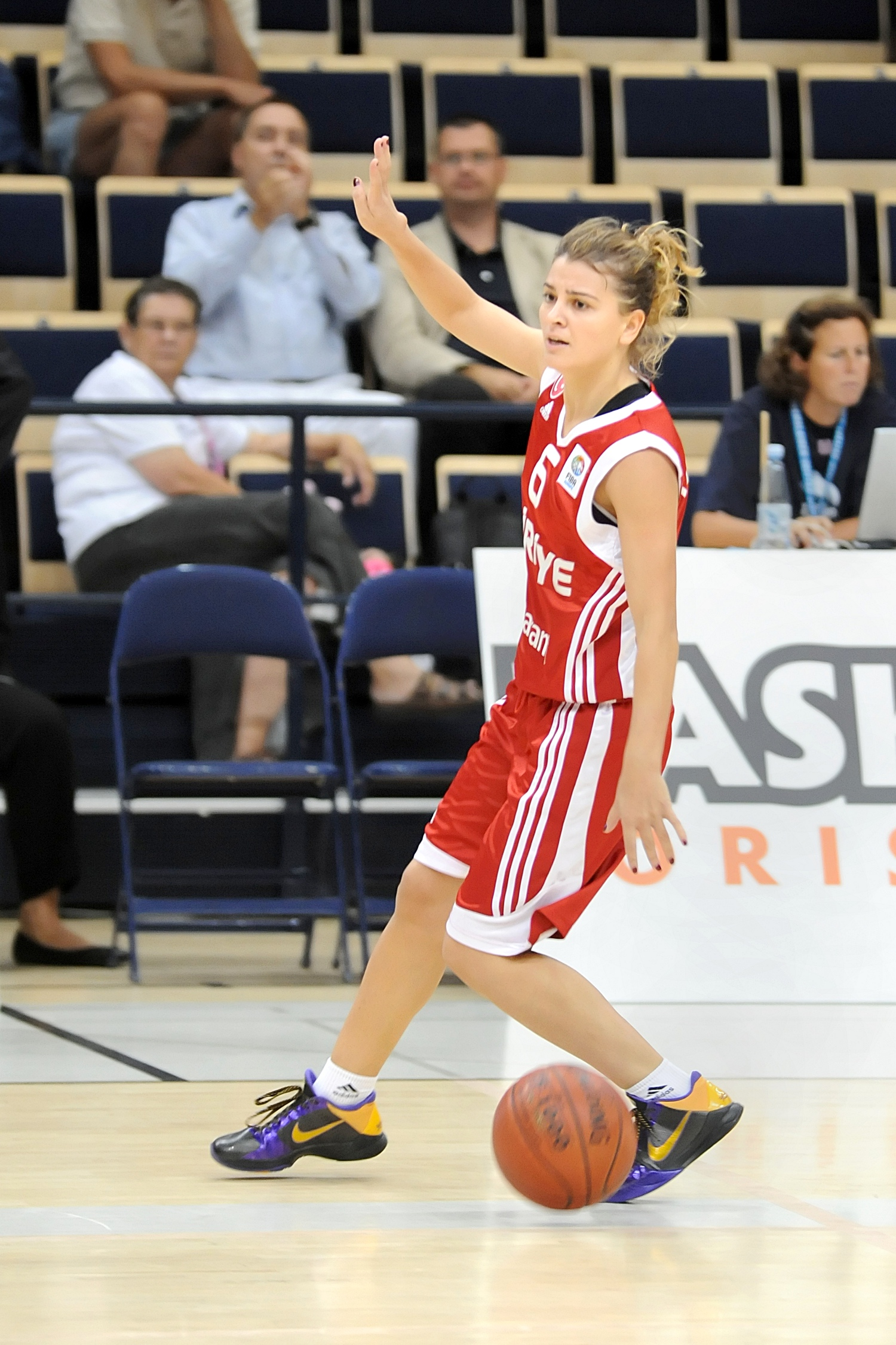
Birsel Vardarlı

La sélection 2017 est composée de :
| Numéro | Joueuse                | Poste         | Naissance         | Taille | Club 2016-2017                    |
| ------ | ---------------------- | ------------- | ----------------- | ------ | --------------------------------- |
| 2      | Pelin Bilgiç           | Arrière       | 15 juillet 1994   | 1,75 m | Fenerbahçe SK                     |
| 3      | Ayşe Cora              | Arrière       | 3 mars 1975       | 1,90 m | Fenerbahçe SK                     |
| 4      | Olcay Çakır            | Meneuse       | 13 juillet 1993   | 1,82 m | Université du Proche-Orient       |
| 7      | Birsel Vardarlı        | Meneuse       | 12 juillet 1984   | 1,75 m | Fenerbahçe SK                     |
| 9      | Bahar Çağlar           | Ailière       | 28 septembre 1988 | 1,90 m | Université du Proche-Orient       |
| 10     | Işıl Alben             | Meneuse       | 22 février 1986   | 1,72 m | Galatasaray SK                    |
| 12     | Tuğçe Canıtez          | Ailière forte | 10 novembre 1990  | 1,88 m | Fenerbahçe SK                     |
| 13     | Quanitra Hollingsworth | Pivot         | 15 novembre 1988  | 1,97 m | Université du Proche-Orient       |
| 14     | Şaziye İvegin          | Ailière       | 8 février 1982    | 1,80 m | Abdullah Gül Üniversitesi Kayseri |
| 15     | Tilbe Şenyürek         | Pivot         | 26 avril 1995     | 1,89 m | Botaş Spor Kulübü                 |
| 17     | Cansu Köksal           | Ailière       | 28 avril 1994     | 1,87 m | Galatasaray SK                    |
| 33     | Esra Ural              | Pivot         | 18 août 1991      | 1,98 m | Fenerbahçe SK                     |

Entraîneur : Ekrem Memmun

### Slovaquie
La sélection 2017 est composée de :
| Numéro | Joueuse             | Poste         | Naissance        | Taille | Club 2016-2017                 |
| ------ | ------------------- | ------------- | ---------------- | ------ | ------------------------------ |
| 4      | Rebeka Mikulasikova | Pivot         | 31 juillet 1999  | 1,91 m | Piestanske Cajki               |
| 5      | Veronika Remeranova | Ailière       | 16 mars 1997     | 1,86 m | BK Brno\|-                     |
| 7      | Zuzana Žirková      | Arrière       | 6 juin 1980      | 1,75 m | Good Angels Košice             |
| 8      | Nikola Dudasova     | Arrière       | 17 mars 1995     | 1,78 m | Piestanske Cajki               |
| 9      | Terezia Páleníková  | Ailière       | 16 août 1995     | 1,78 m | Piestanske Cajki               |
| 10     | Sabina Oroszova     | Ailière forte | 5 juin 1993      | 1,92 m | Piestanske Cajki               |
| 11     | Barbora Bálintová   | Meneuse       | 15 décembre 1994 | 1,79 m | Good Angels Košice             |
| 13     | Anna Jurčenková     | Pivot         | 26 juillet 1985  | 1,95 m | Good Angels Košice             |
| 14     | Marie Růžičková     | Pivot         | 18 novembre 1986 | 1,92 m | Basket Femminile Venezia Reyer |
| 15     | Romana Vyňuchalová  | Pivot         | 3 septembre 1986 | 1,92 m | Samorin                        |
| 20     | Nikola Kovacikova   | Arrière       | 6 janvier 1999   | 1,78 m | BK UKF Nitra                   |
| 23     | Angelika Slamova    | Arrière       | 18 juin 1994     | 1,70 m | Piestanske Cajki               |

Entraîneur : Marian Svoboda

### Italie

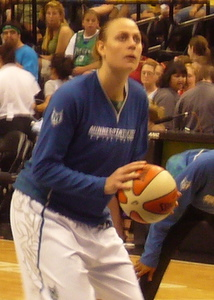
Kathrin Ress

La sélection 2017 est composée de :
| Numéro | Joueuse             | Poste         | Naissance         | Taille | Club 2016-2017                 |
| ------ | ------------------- | ------------- | ----------------- | ------ | ------------------------------ |
| 0      | Elisa Penna         | Ailière       | 13 novembre 1995  | 1,87 m | Demon Deacons de Wake Forest   |
| 5      | Gaia Gorini         | Arrière       | 8 juin 1992       | 1,81 m | Virtus Eirene Raguse           |
| 7      | Giorgia Sottana     | Meneuse       | 15 décembre 1988  | 1,75 m | Famila Schio                   |
| 9      | Cecilia Zandalasini | Ailière       | 16 mars 1996      | 1,85 m | Famila Schio                   |
| 10     | Francesca Dotto     | Meneuse       | 17 mars 1993      | 1,70 m | Basket Femminile Le Mura Lucca |
| 11     | Raffaella Masciadri | Ailière forte | 30 septembre 1980 | 1,85 m | Famila Schio                   |
| 12     | Alessandra Formica  | Pivot         | 13 mars 1993      | 1,89 m | Virtus Eirene Raguse           |
| 13     | Valeria De Protto   | Meneuse       | 16 novembre 1991  | 1,85 m | Basket Spezia Club             |
| 14     | Martina Crippa      | Arrière       | 31 mars 1989      | 1,78 m | Basket Femminile Le Mura Lucca |
| 22     | Kathrin Ress        | Pivot         | 26 juin 1985      | 1,93 m | Famila Schio                   |
| 23     | Sabrina Cinili      | Ailière forte | 22 avril 1989     | 1,91 m | Dike Basket Napoli             |
| 29     | Laura Macchi        | Ailière forte | 24 mai 1979       | 1,88 m | Famila Schio                   |

Entraîneur : Andrea Capobianco

## Groupe C

### Serbie

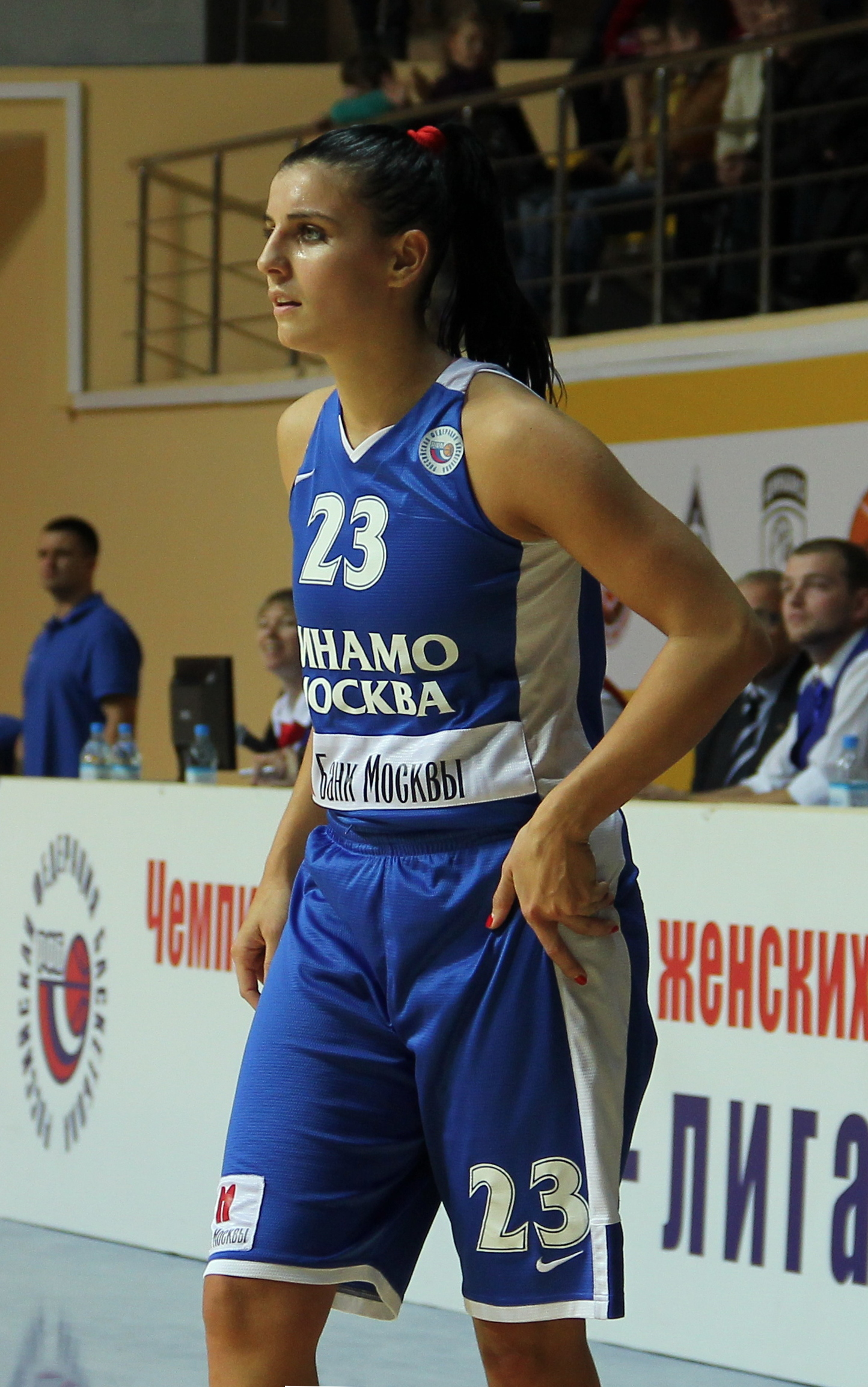
Ana Dabović

La sélection 2017 est composée de :
| Numéro | Joueuse               | Poste         | Naissance        | Taille | Club 2016-2017                 |
| ------ | --------------------- | ------------- | ---------------- | ------ | ------------------------------ |
| 4      | Tamara Radočaj        | Meneuse       | 23 décembre 1987 | 1,70 m | Tchevakata Vologda             |
| 5      | Sonja Petrović        | Ailière       | 18 février 1989  | 1,89 m | USK Prague                     |
| 6      | Saša Čađo             | Arrière       | 13 juillet 1989  | 1,78 m | İstanbul Üniversitesi          |
| 7      | Sara Krnjić           | Pivot         | 15 juillet 1991  | 1,93 m | UNIQA Euroleasing Sopron       |
| 8      | Nevena Jovanović      | Arrière       | 30 juin 1990     | 1,80 m | Basket Landes                  |
| 9      | Jelena Milovanović    | Ailière forte | 28 avril 1989    | 1,90 m | Perfumerias Avenida Salamanque |
| 10     | Sanja Mandić          | Arrière       | 14 mars 1995     | 1,80 m | PVSK Panthers                  |
| 11     | Aleksandra Crvendakić | Ailière       | 17 mars 1996     | 1,87 m | UNIQA Euroleasing Sopron       |
| 12     | Maja Škorić           | Ailière       | 10 novembre 1989 | 1,85 m | Ceglédi EKK                    |
| 14     | Dragana Stanković     | Pivot         | 18 janvier 1995  | 1,95 m | Hatay Belediye                 |
| 15     | Tina Jovanović        | Ailière forte | 12 janvier 1991  | 1,90 m | Miskolc                        |
| 23     | Ana Dabović           | Arrière       | 18 août 1989     | 1,83 m | ŽBK Dynamo Moscou              |

Entraîneur : Stevan Karadzic

### Slovénie
La sélection 2017 est composée de :
| Numéro | Joueuse           | Poste         | Naissance        | Taille | Club 2016-2017      |
| ------ | ----------------- | ------------- | ---------------- | ------ | ------------------- |
| 3      | Teja Oblak        | Arrière       | 20 décembre 1990 | 1,72 m | Good Angels Košice  |
| 4      | Ziva Zdolsek      | Arrière       | 10 octobre 1989  | 1,78 m | Triglav Kranj       |
| 5      | Maja Erkič        | Arrière       | 13 mai 1985      | 1,83 m | Atomeromu Szekszard |
| 6      | Annamaria Prezelj | Arrière       | 30 juillet 1997  | 1,75 m | ŽKK Athlete Celje   |
| 7      | Rebeka Abramović  | Arrière       | 6 novembre 1993  | 1,70 m | Triglav Kranj       |
| 9      | Nika Barič        | Meneuse       | 2 septembre 1992 | 1,69 m | UMMC Iekaterinbourg |
| 10     | Tina Jakovina     | Ailière       | 11 août 1992     | 1,82 m | ASD Vicenza         |
| 11     | Sandra Piršić     | Pivot         | 11 octobre 1984  | 1,89 m | Atomeromu Szekszard |
| 12     | Eva Lisec         | Pivot         | 17 juin 1995     | 1,92 m | Atomeromu Szekszard |
| 13     | Tina Trebec       | Ailière forte | 10 mars 1990     | 1,89 m | Lukoil Burgas       |
| 30     | Shante Evans      | Arrière       | 8 juillet 1991   | 1,83 m | ŽKK Athlete Celje   |
| 97     | Larisa Ocvirk     | Ailière       | 25 mai 1997      | 1,87 m | ŽKK Athlete Celje   |

Entraîneur : Damir Grgić

### France

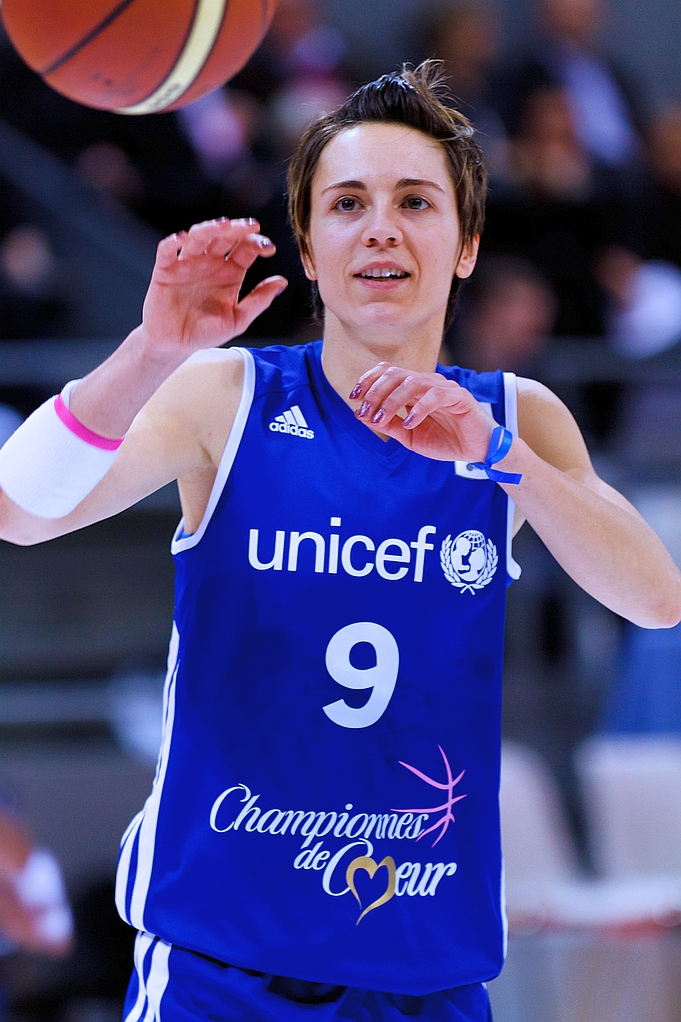
Céline Dumerc

La sélection 2017 est composée de :
| Numéro | Joueuse              | Poste         | Naissance        | Taille | Club 2016-2017        |
| ------ | -------------------- | ------------- | ---------------- | ------ | --------------------- |
| 0      | Olivia Époupa        | Meneuse       | 30 avril 1994    | 1,65 m | Villeneuve-d'Ascq     |
| 5      | Nwal-Endéné Miyem    | Ailière forte | 15 mai 1988      | 1,88 m | Famila Schio          |
| 8      | Héléna Ciak          | Pivot         | 15 décembre 1989 | 1,97 m | Dynamo Koursk         |
| 9      | Céline Dumerc        | Meneuse       | 9 juillet 1982   | 1,69 m | Basket Landes         |
| 10     | Sarah Michel         | Arrière       | 10 janvier 1989  | 1,80 m | Lattes-Montpellier    |
| 11     | Valériane Ayayi      | Ailière       | 29 avril 1994    | 1,85 m | Villeneuve-d'Ascq     |
| 12     | Gaëlle Skrela        | Arrière       | 24 janvier 1983  | 1,77 m | Lattes-Montpellier    |
| 16     | Hhadydia Minte       | Ailière forte | 16 mars 1991     | 1,87 m | Flammes Carolo basket |
| 17     | Marine Johannès      | Arrière       | 21 janvier 1995  | 1,77 m | Tango Bourges Basket  |
| 18     | Alexia Chartereau    | Ailière       | 5 septembre 1998 | 1,91 m | Tango Bourges Basket  |
| 25     | Marielle Amant       | Pivot         | 9 décembre 1989  | 1,91 m | Villeneuve-d'Ascq     |
| 93     | Diandra Tchatchouang | Ailière       | 14 juin 1991     | 1,86 m | Tango Bourges Basket  |

Entraîneuse: Valérie Garnier

### Grèce
La sélection 2017 est composée de :
| Numéro | Joueuse               | Poste         | Naissance        | Taille | Club 2016-2017           |
| ------ | --------------------- | ------------- | ---------------- | ------ | ------------------------ |
| 4      | Ánna Stamolámprou     | Arrière       | 26 août 1995     | 1,70 m | Robert Morris Colonials  |
| 5      | Evína Stamáti         | Arrière       | 2 août 1984      | 1,78 m | Olympiakós               |
| 6      | Lolíta Lýmoura        | Arrière       | 10 mars 1985     | 1,80 m | PAOK Salonique           |
| 7      | Ánna Spyridopoúlou    | Ailière       | 2 novembre 1988  | 1,84 m | Olympiakós               |
| 9      | Evanthía Máltsi       | Ailière       | 30 décembre 1978 | 1,79 m | Olympiakós               |
| 11     | Angelikí Nikolopoúlou | Meneuse       | 2 mai 1991       | 1,74 m | Proteas Voulas           |
| 12     | Katerína Sotiríou     | Ailière forte | 3 juin 1984      | 1,84 m | PB63 Lady                |
| 13     | Afrodíti Kosmá        | Ailière forte | 6 juin 1983      | 1,86 m | Olympiakós               |
| 15     | Ártemis Spanoú        | Ailière forte | 1er juin 1993    | 1,86 m | Uni Girona CB            |
| 19     | Stylianí Kaltsídou    | Ailière       | 12 janvier 1983  | 1,88 m | Olympiakós               |
| 21     | Eleánna Christináki   | Ailière       | 16 décembre 1996 | 1,84 m | Gators de la Floride     |
| 34     | Mariélla Fasoúla      | Pivot         | 2 septembre 1997 | 1,92 m | Eagles de Boston College |

Entraîneur : Konstantínos Keramidás

## Groupe D

### Lettonie

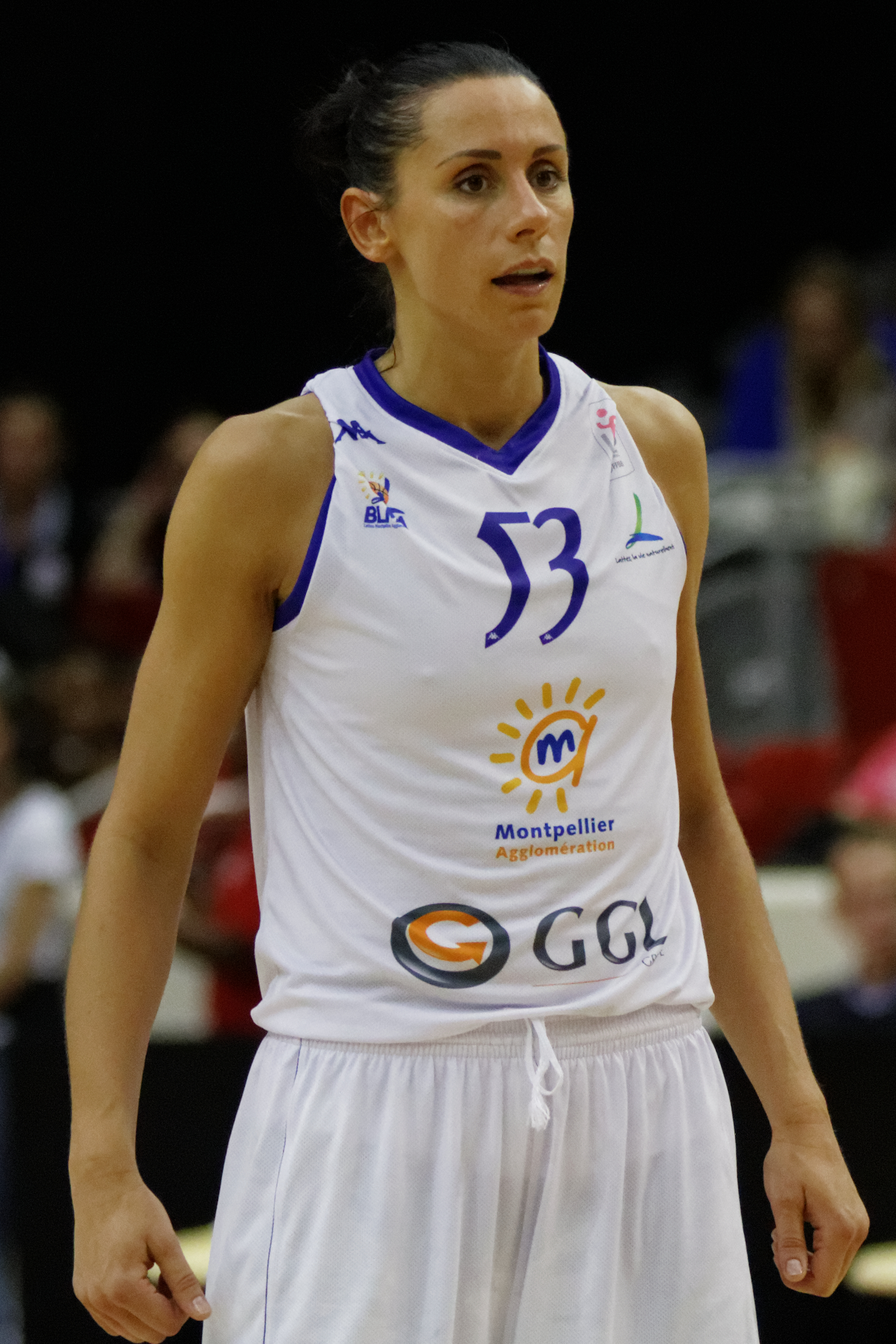
Gunta Baško-Melnbārde

La sélection 2017 est composée de :
| Numéro | Joueuse               | Poste         | Naissance       | Taille | Club 2016-2017         |
| ------ | --------------------- | ------------- | --------------- | ------ | ---------------------- |
| 6      | Paula Strautmane      | Ailière forte | 23 mars 1997    | 1,85 m | Bobcats de Quinnipiac  |
| 7      | Elīna Babkina         | Meneuse       | 24 avril 1989   | 1,72 m | PVSK Panthers          |
| 8      | Gunta Baško-Melnbārde | Ailière       | 27 avril 1980   | 1,81 m | TTT Riga               |
| 11     | Aija Putniņa          | Ailière forte | 15 janvier 1988 | 1,90 m | Nantes Rezé Basket     |
| 12     | Anete Šteinberga      | Ailière forte | 29 janvier 1990 | 1,90 m | USK Prague             |
| 13     | Aija Brumermane       | Pivot         | 17 octobre 1986 | 1,92 m | Dunkerque-Malo         |
| 14     | Anna Dreimane         | Pivot         | 4 juillet 1997  | 1,96 m | Rams de Colorado State |
| 15     | Ieva Krastiņa         | Arrière       | 22 juillet 1990 | 1,72 m | TTT Riga               |
| 16     | Ilze Jākobsone        | Meneuse       | 19 avril 1994   | 1,68 m | Vega 1-Liepaja         |
| 28     | Kristīne Vītola       | Pivot         | 2 juin 1991     | 1,96 m | Galatasaray SK         |
| 33     | Kitija Laksa          | Ailière       | 21 mai 1996     | 1,86 m | Bulls de South Florida |
| 35     | Kate Kreslina         | Meneuse       | 14 avril 1996   | 1,68 m | Rams de Fordham        |

Entraîneur : Mārtiņš Zībarts

### Belgique
La sélection 2017 est composée de :
| Numéro | Joueuse            | Poste         | Naissance         | Taille | Club 2016-2017                    |
| ------ | ------------------ | ------------- | ----------------- | ------ | --------------------------------- |
| 00     | Kyara Linskens     | Pivot         | 13 novembre 1996  | 1,93 m | BC Namur-Capitale                 |
| 5      | Kim Mestdagh       | Arrière       | 12 mars 1990      | 1,78 m | Flammes Carolo basket             |
| 6      | Antonia Delaere    | Ailière       | 1er août 1994     | 1,82 m | Castors Braine                    |
| 8      | Sofie Hendrickx    | Ailière forte | 18 mai 1986       | 1,87 m | BC Namur-Capitale                 |
| 9      | Marjorie Carpréaux | Meneuse       | 17 septembre 1987 | 1,65 m | Declercq Storbeton Waregem        |
| 11     | Emma Meesseman     | Pivot         | 13 mai 1993       | 1,92 m | UMMC Iekaterinbourg               |
| 12     | Ann Wauters        | Pivot         | 12 octobre 1980   | 1,94 m | Abdullah Gül Üniversitesi Kayseri |
| 22     | Hanne Mestdagh     | Ailière forte | 19 avril 1993     | 1,78 m | Eisvögel Freiburg                 |
| 23     | Serena-Lynn Geldof | Pivot         | 2 mars 1997       | 1,96 m | Hurricanes de Miami               |
| 32     | Heleen Nauwelaers  | Ailière forte | 14 mars 1996      | 1,80 m | Wavre-Sainte-Catherine            |
| 35     | Julie Vanloo       | Meneuse       | 10 février 1993   | 1,72 m | Virtus Eirene Raguse              |
| 42     | Jana Raman         | Ailière forte | 15 février 1991   | 1,87 m | Kangoeroes Willebroek             |

Entraîneur : Philip Mestdagh

### Monténégro

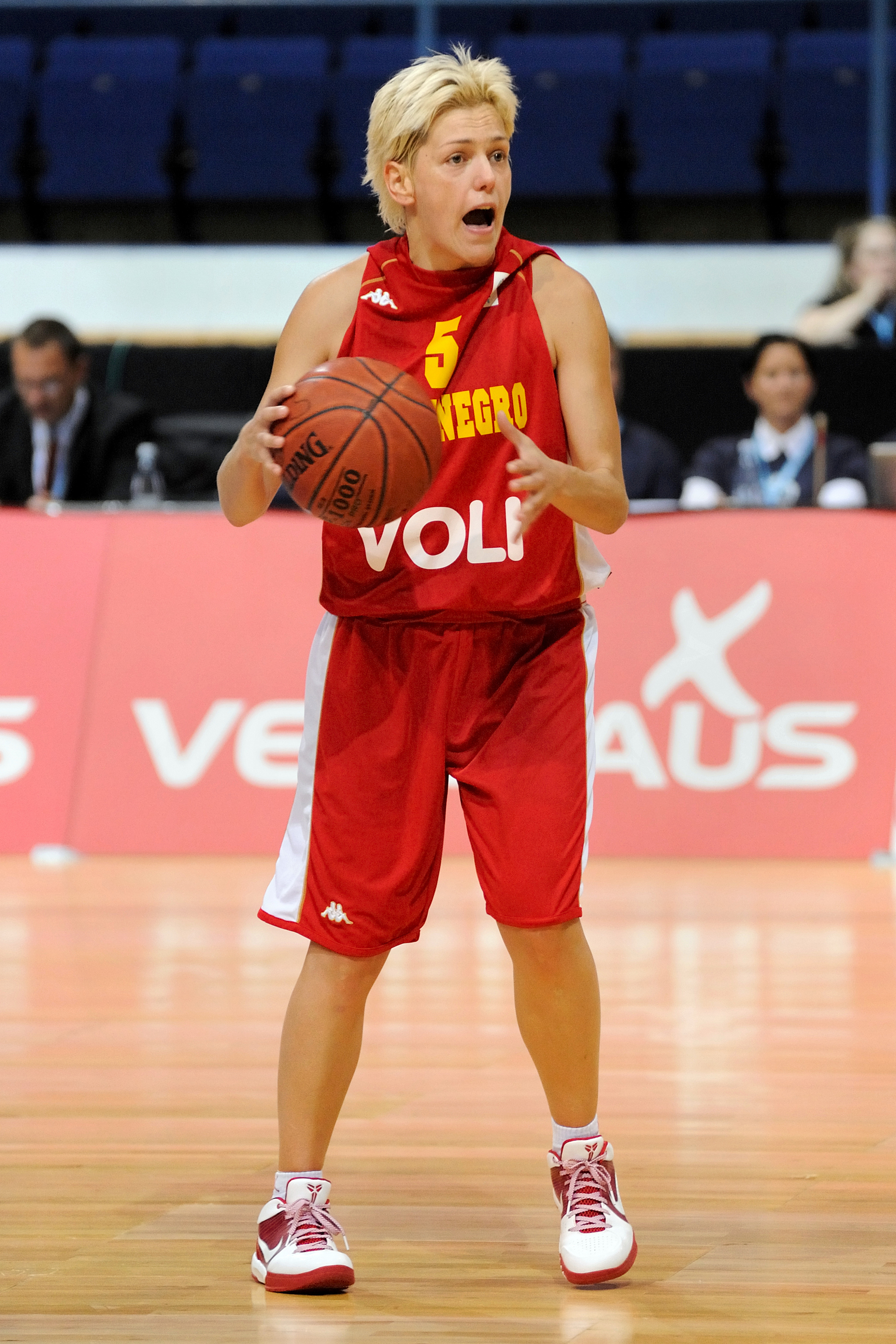
Jelena Škerović

La sélection 2017 est composée de :
| Numéro | Joueuse           | Poste         | Naissance          | Taille | Club 2016-2017                  |
| ------ | ----------------- | ------------- | ------------------ | ------ | ------------------------------- |
| 4      | Irena Matović     | Arrière       | 23 mai 1988        | 1,84 m | ŽKK Budućnost Podgorica         |
| 5      | Jelena Škerović   | Meneuse       | 23 décembre 1980   | 1,77 m | Asseco Prokom Gdynia            |
| 6      | Jelena Vučetić    | Meneuse       | 14 avril 1993      | 1,82 m | Kazanochka                      |
| 7      | Nataša Popović    | Pivot         | 14 avril 1982      | 1,90 m | Reims Basket féminin            |
| 8      | Milica Milošev    | Ailière       | 11 avril 1993      | 1,84 m | Panthers Osnabruck              |
| 9      | Snežana Aleksić   | Meneuse       | 14 janvier 1989    | 1,73 m | Stadium Casablanca de Saragosse |
| 10     | Kristina Raković  | Ailière forte | 26 septembre 1994  | 1,85 m | Valencia Basket Club            |
| 11     | Božica Mujović    | Meneuse       | 7 janvier 1996     | 1,76 m | ŽKK Budućnost Podgorica         |
| 12     | Iva Perovanović   | Pivot         | 1er septembre 1993 | 1,88 m | Beşiktaş JK                     |
| 13     | Jovana Pašić      | Arrière       | 12 mai 1992        | 1,83 m | BC Arad                         |
| 14     | Milica Jovanović  | Ailière forte | 14 août 1989       | 1,89 m | Mersin Büyükşehir Belediyesi    |
| 15     | Angelica Robinson | Pivot         | 20 avril 1987      | 1,96 m | Université du Proche-Orient     |

Entraîneur : Roberto Iñiguez

### Russie

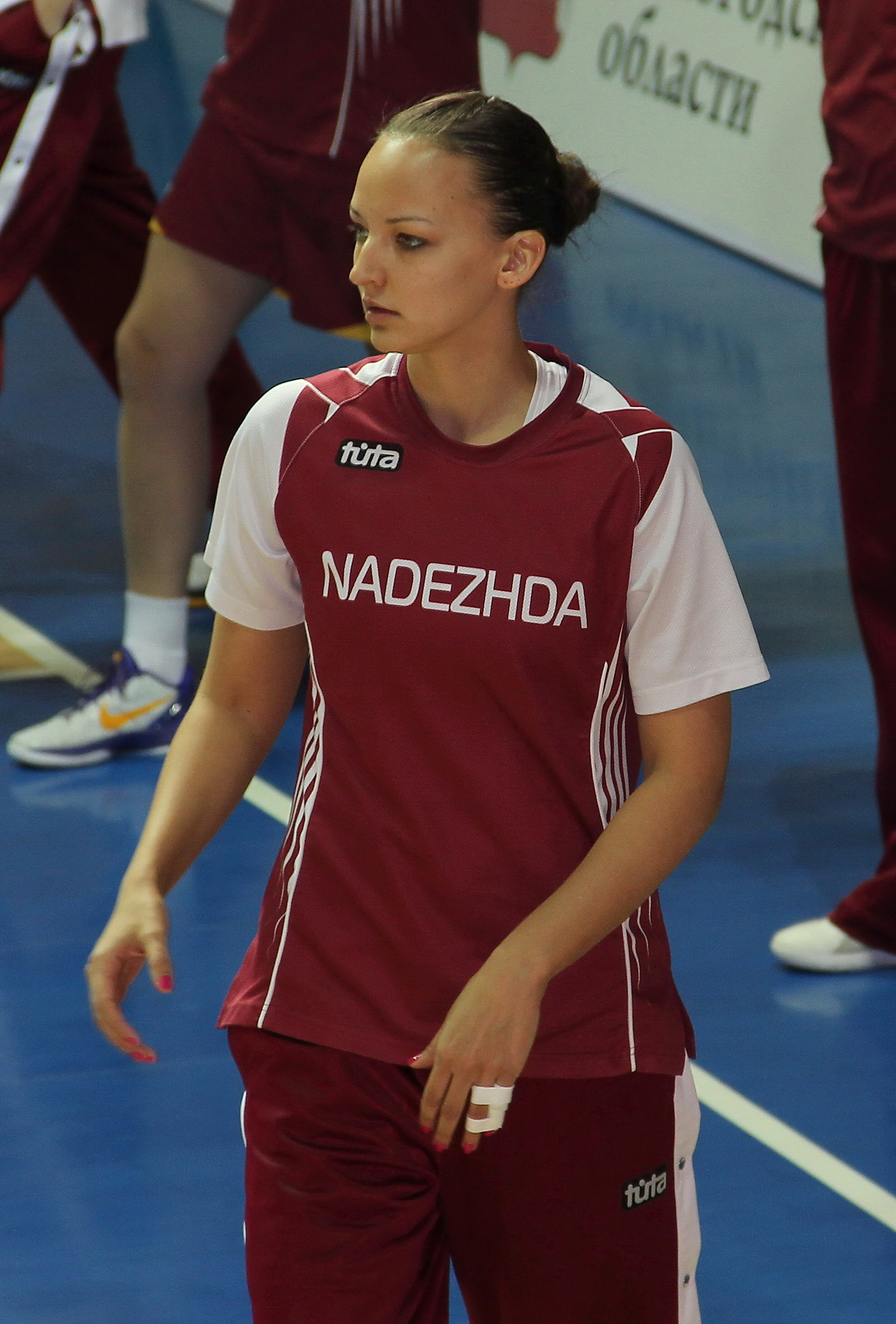
Ielena Kirillova

La sélection 2017 est composée de :
| Numéro | Joueuse            | Poste         | Naissance          | Taille | Club 2016-2017      |
| ------ | ------------------ | ------------- | ------------------ | ------ | ------------------- |
| 3      | Natalia Zhedik     | Arrière       | 11 juillet 1988    | 1,83 m | Nadejda Orenbourg   |
| 4      | Raïssa Moussina    | Ailière forte | 31 mars 1998       | 1,92 m | CCC Polkowice       |
| 5      | Evgeniya Belyakova | Ailière       | 27 juin 1986       | 1,84 m | UMMC Iekaterinbourg |
| 7      | Maria Vadeïeva     | Pivot         | 16 juillet 1998    | 1,90 m | Dynamo Koursk       |
| 9      | Kseniia Levchenko  | Meneuse       | 29 mars 1996       | 1,65 m | Dynamo Koursk       |
| 10     | Epiphanny Prince   | Meneuse       | 11 janvier 1988    | 1,75 m | Dynamo Koursk       |
| 13     | Ielena Kirillova   | Arrière       | 27 janvier 1986    | 1,86 m | Dynamo Koursk       |
| 15     | Natalia Vieru      | Pivot         | 25 juillet 1989    | 1,96 m | UMMC Iekaterinbourg |
| 16     | Ksenija Tichonenko | Pivot         | 11 janvier 1993    | 1,93 m | ŽBK Dynamo Moscou   |
| 17     | Elena Beglova      | Meneuse       | 1er septembre 1987 | 1,76 m | Nadejda Orenbourg   |
| 25     | Mariia Cherepanova | Ailière       | 28 août 1987       | 1,90 m | UMMC Iekaterinbourg |
| 32     | Josselina Maïga    | Ailière forte | 30 avril 1996      | 1,93 m | Nadejda Orenbourg   |

Entraîneur : Alexander Vasin